# えこりん村
えこりん村（えこりんむら）は、北海道恵庭市にあるテーマパーク。

## 概要

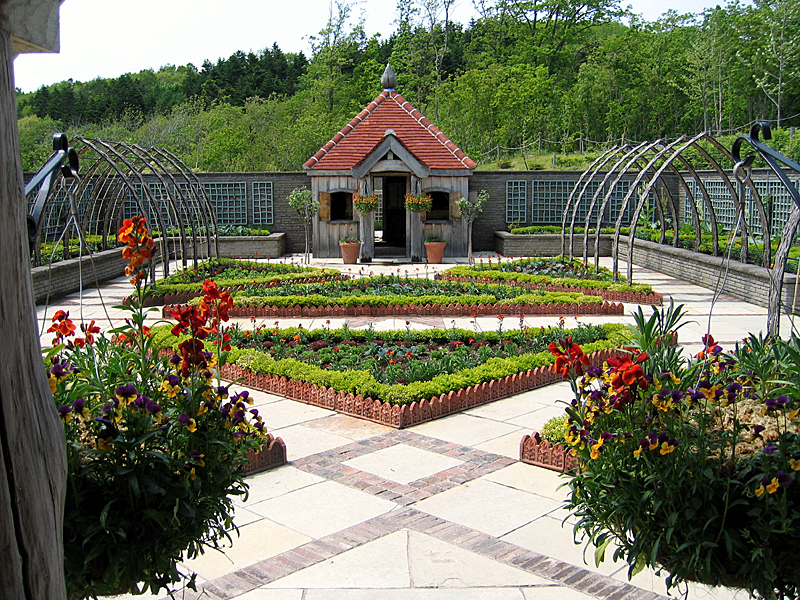
「銀河庭園」の空中庭園。

ハンバーグレストランチェーン「びっくりドンキー」で知られる株式会社アレフの子会社「株式会社牧家」によって、2006年（平成18年）4月20日に北海道恵庭市牧場で開業。同年6月1日に全面オープンした。
2024年にはリニューアル計画を発表。来場者減少や動物の餌代の高騰や老朽化を背景として、西エリアを自然環境についての体験学習を主目的に再構築するとし同年10月14日で「銀河庭園」「みどりの牧場」「森のレストランTen-Man」を廃止し2026年までにSDGsについての体験学習施設や羊の放牧場などの開設を予定する。
沿革
- 2006年 - 開業
- 2007年 - 環境教育プログラム「えこりん村学校・えこりん村の子どもたち」開始
- 2008年 - 銀河庭園に食用バラ畑「ロズビィのバラ畑」開設
- 2011年 - 「みどりの牧場ショー」「ファームツアー」開始
- 2013年 - 「とまとの森」が「世界一大きなトマトの木」としてギネス世界記録認定。
- 2017年 - ニュージーランドビル・イングリッシュ首相が来園。
- 2018年 - 中国李克強首相・日本安倍晋三首相が来園。
- 2020年 - キャンプ場「Sheep sheep camping field」開設[4]

## 施設
広大な敷地にハイランドキャトル（スコットランド産の牛）や羊が多数放牧されており、長閑な景色を見ることができる。

### 西エリア
銀河庭園、みどりの牧場
- 銀河庭園はイギリス人造園家バニー・ギネス（Bunny Guinness）が設計・監修する30の庭園がある。
- みどりの牧場はアルパカを始め、リャマなどの動物や中に入ることのできる小屋、子供用の遊具などもある。
- 営業時間
  - 4月下旬 - 9月下旬：9時30分 - 17時
  - 10月上旬 - 11月上旬：9時30分 - 16時
- 入園料
当日なら何度でも銀河庭園、みどりの牧場が出入り可能である。
  - 65歳以上: 1,000円
  - 大人: 1,200円
  - 中学生以下: 600円
  - 障がい者、介護者: 600円
  - 大人1人に対して子供5人まで無料。

森のレストランTen-Man（天満）
- 園内農場や道内で生産された野菜を用いたビュッフェを中心としたレストラン。
- 営業時間: 10時30分 - 18時（ラストオーダー 17時）

### 東エリア
ウェルカムセンター
- 園内案内やカフェ・売店などを設置。
- 営業時間
  - 4月 - 10月：9時30分 - 17時
  - 11月 - 3月：10時 - 17時

ガーデンセンター花のまきば
- 欧州直輸入のガーデニング雑貨やアンティーク雑貨、バラ柄の多種多様のグッズ、アイアン商品など多数の商品が取り扱われている。
- ガーデンセンター奥に「とまとの森」という大型なビニールハウスがあり、そこには2013年11月に「トマトの木の大きさ世界一」のギネス世界記録に認定されたトマトの木がある[5]。
- 営業時間
  - 4月 - 9月：9時30分 - 19時（花の牧場、とまとの森）
  - 10月 - 3月：10時 - 18時（花の牧場）
- 入場料: 無料

ピザとパスタのらくだ軒
- 生パスタ、ピザ生地、チーズにこだわりを持って提供しているイタリアンレストラン[6]。
- 営業時間: 10時 - 21時（ラストオーダー 20時）

Sheep sheep camping field
- 牧草地に隣接したキャンプ場。羊放牧地付近の33張分のフリーサイト「ひつじサイト」・正面ゲート付近の「MO-Re2（モリ）サイト」、ペットに対応した「ドッグランサイト」、らくだ軒奥付近の「かまどサイト」「まきばサイト」を設定。

### かつてあった施設
ドッグラン＆トリミング「ボブの店」
- 2007年に開店。2010年12月30日に閉店[8]。

## 交通アクセス
自動車
- 国道36号線恵庭バイパスから道道46号線(旧国道36号線)に入り、「本町」信号機から道道117号線を入り、道央自動車道恵庭インターチェンジ出口の前を通過し、右側にえこりん村のゲートがある。
- 恵庭IC出口を右折し、右側にえこりん村のゲートがある。(恵庭ICから約600m、約3分)

鉄道・バス
- JR千歳線恵庭駅からタクシーで約9分
- JR恵庭駅より無料循環バスがあり、乗り場は郵便ポスト前(恵庭駅西口) - 花の牧場(えこりん村) - 銀河庭園(えこりん村)の順で停車、約10分。